# 5301-es mellékút (Magyarország)
Az 5301-es mellékút egy csaknem 73 kilométeres hosszúságú, négy számjegyű mellékút Bács-Kiskun vármegye területén; Kecskemétet köti össze Kalocsával.

## Nyomvonala
Az 52-es főútból ágazik ki, nem sokkal annak a 9. kilométere után, Kecskemét, Kerekegyháza és Ballószög hármashatára közelében, de még teljesen kecskeméti területen. Pár méter után azonban kilép a város területéről, és a két másik község határvonalát kísérve folytatódik, délnyugati irányban húzódva. 1,2 kilométer után kiágazik belőle északnyugat felé az 5214-es út – ez vezet Kerekegyháza központjába, majd onnan tovább Szabadszállásig –, ezt leszámítva jobbára félreeső külterületi részek között halad, kilométereken át.
A negyedik kilométerénél egy viszonylag rövid szakaszon teljes egészében kerekegyházi határok közt, majd szűk két kilométeren át Fülöpháza közigazgatási területén húzódik, de számottevő lakott területeket sem itt, sem ott nem érint. A tizedik kilométerét elhagyva éri el Ágasegyháza első házait, előtte még átszeli a ma már nem üzemelő Fülöpszállás–Kecskemét-vasútvonal vágányait. Ágasegyháza lakott területén a Rákóczi út nevet viselve halad végig, közben kiágazik belőle egy alsóbbrendű önkormányzati út északi irányban, Ágasegyháza vasútállomás kiszolgálására. A község legnyugatibb házait kevéssel a 12. kilométere előtt hagyja maga mögött, utána kissé délebbi irányba fordul.
13,3 kilométer megtételét követően szeli át Izsák határát, de a város lakott területének keleti szélét csak 18,5 kilométer után éri el. A központban, 19,3 kilométer után beletorkollik északnyugat felől az 5203-as út, majdnem pontosan 56,5 kilométer megtételét követően; ott délnek fordul, ráfordul a város főutcájára, s előbb a Dózsa György tér, majd a Rákóczi utca nevet viselve halad át Izsák belterületén. A 20. kilométerét elhagyva kissé megtörik az iránya és teljesen délnek fordul, ugyanott kiágazik belőle az 5302-es út Orgovány-Jakabszállás-Kiskunfélegyháza felé. A folytatásban már a Kiskőrösi út nevet viseli, a belterület déli széléig, amit nagyjából 20,8 kilométer után ér el.
Majdnem pontosan a 23. kilométerénél éri el a Kiskunsági Nemzeti Park Kolon-tó nevű részterületének keleti szélét, onnantól mintegy 3,5 kilométeren át azt kíséri. Közben, 25,5 kilométer után átlépi Páhi határát; 26,6 kilométer után kiágazik belőle keleti irányban egy alsóbbrendű út Kispáhi településrész felé, Páhi központját pedig 28,4 kilométer után éri el. A településen Rákóczi Ferenc utca néven húzódik végig, nagyjából a 30. kilométerénél hagyja el a lakott területet, 32,4 kilométer megtételét követően pedig keresztezi az 5217-es utat, amely ott mintegy 24,4 kilométer megtételén jár túl.
33,7 kilométer után éri el Kaskantyú határszélét, 35,4 kilométer után pedig elhalad Páhi, Kaskantyú, Tabdi és Kiskőrös négyes határpontja mellett, a következő szakaszán e két utóbbi település határvonalát követi. 36,7 kilométer után beletorkollik északnyugat felől az 5307-es út (Tabdi lakott területe felől), de csak jó egy kilométer után ér teljesen kiskőrösi területre; az 5303-as út már ott torkollik bele (Kaskantyú-Orgovány irányából), nem messze a 38. kilométerétől.
40,5 kilométer után érkezik meg az út Kiskőrös házai közé, az Izsáki út nevet felvéve; nem sokkal arrébb keresztezi a Budapest–Kelebia-vasútvonal vágányait, Kiskőrös vasútállomás térségének északi szélénél, majd délkeleti irányba fordul, ott mát Bajcsy-Zsilinszky utca néven, így elhalad közvetlenül az állomásépület mellett is. Ezután – változatlan néven – délnyugati irányt vesz, így keresztezi, kevéssel a 43. kilométere előtt az 53-as főutat, amely ott mintegy 28,4 kilométer megtételén van túl. A keresztezést elhagyva József Attila utca néven folytatódik, így hagyja maga mögött a város délnyugati szélét is, nagyjából a 44+500-as kilométerszelvénye táján.
A 49. kilométerét elhagyva lép át Kecel területére, majd ott, az 50+800-as kilométerszelvénye előtt kiágazik belőle délkelet felé az 5309-es út, a település központja, és azon keresztül Kiskunhalas irányába. Lakott részeket az út keceli területen nem is nagyon érint, 55,3 kilométer után, egy kisebb vízfolyást keresztezve át is lépi Kecel és Öregcsertő határát.
Az 58. kilométere után kiágazik belőle észak felé az 53 114-es számú mellékút Öregcsertő Csoma településrészére, kicsivel a 61. kilométerét követően pedig eléri az út Öregcsertő központjának legészakibb házait. Keresztezi a Kiskőrös–Kalocsa-vasútvonal vágányait, majd gyors egymásutánban két elágazása is következik: nyugati irányban az 53 312-es számú mellékút válik ki belőle, amely az egykori Öregcsertő megállóhelyet szolgálta ki, dél felé pedig az 53 115-ös út, amely főutcájaként húzódik végig a falu központján, hogy aztán, bő három kilométerrel arrébb visszatorkolljék az 5301-es útba, annak a 64+300-as kilométerszelvénye táján, mivel az 5301-es jobbára elkerüli a község lakott területét.
64,7 kilométer után az út Homokmégy területére érkezik, ahol előbb Mácsaszállás külterületi településrész mellett halad el, majd 67,1 kilométer után keresztezi az 5311-es utat, nagyjából félúton a község Halom és Kiskecskemégy településrészei között. Homokmégyet ennél jobban nem is érinti, 67,5 kilométer megtételét követően már Kalocsa határai között húzódik, nyugat felé. Nem sokkal 70,5 kilométer elérése előtt kiágazik belőle déli irányban az 5312-es út, Jánoshalma-Bácsalmás-Bajmok felé, 71,5 kilométer után pedig eléri Kalocsa legkeletibb házait. A belterületen a Miskei út nevet viseli, így is ér véget, beletorkollva az 51-es főútba, annak a 118+400-as kilométerszelvénye közelében, közvetlenül az autóbusz-állomás mellett.
Teljes hossza, az országos közutak térképes nyilvántartását szolgáló kira.gov.hu adatbázisa szerint 72,881 kilométer.

## Története
1934-ben a kereskedelem- és közlekedésügyi miniszter 70 846/1934. számú rendelete a kezdőpontjától Izsák központjáig húzódó szakaszát másodrendű főúttá nyilvánította, a kecskemét-Dunaföldvár közti 52-es főút részeként. Izsáktól Kiskőrösig tartó szakasza harmadrendű főútként az 524-es, Kiskőrös-Kalocsa szakasza pedig az 531-es útszámozást kapta.

## Települések az út mentén
- Kecskemét
- (Kerekegyháza)
- (Ballószög)
- (Fülöpháza)
- Ágasegyháza
- Izsák
- Páhi
- (Kaskantyú)
- (Tabdi)
- Kiskőrös
- (Kecel)
- Öregcsertő
- Homokmégy
- Kalocsa